# Streepkeeljery
De streepkeeljery (Neomixis striatigula) is een zangvogel uit de familie Cisticolidae.

## Verspreiding en leefgebied
Deze soort is endemisch in Madagaskar en telt drie ondersoorten:
- N. s. sclateri: noordoostelijk Madagaskar.
- N. s. striatigula: zuidoostelijk Madagaskar.
- N. s. pallidior: zuidwestelijk Madagaskar.